# Santa Marina de Cuclillos
Santa Marina de Cuclillos o de los Cuclillos (en asturiano Santa Marina de los Cuquiellos, y oficialmente solo Santa Marina) es una parroquia del concejo de Siero, en el Principado de Asturias (España). Alberga una población de 176 habitantes (INE 2011) en 73 viviendas. Ocupa una extensión de 5,97 km².
Está situada en la zona sur del concejo. Limita al norte y al este con la parroquia de Hevia; al sur, con la de Santa Marina, en el concejo de Noreña, y con la de La Paranza; al suroeste, con la de Limanes; y oeste con la de Tiñana.

## Poblaciones
Según el nomenclátor de 2011 la parroquia está formada por las poblaciones de:
- El Campo (El Campu en asturiano) (aldea): 65 habitantes.
- La Collada (La Collá) (casería): 3 habitantes.
- Fuentemelga (Fontemelga) (casería): 64 habitantes.
- La Ricabá (Ricavá) (lugar): 1 habitante.
- San Pelayo (lugar): 9 habitantes.
- Solad (Solaz) (aldea): 34 habitantes.

## Patrimonio artístico
La iglesia parroquial de Santa Marina, reconstruida en estilo neogótico hacia 1930 y con reformas posteriores, tiene planta de cruz latina, ábside poligonal, pórtico lateral y torre sobre los pies rematada en chapitel.
En la aldea del Campo se encuentra el Palacio de Camposagrado, del siglo XVI, con una graciosa portada de estilo gótico tardío.
En esta parroquia existió una torre medieval, llamada de Santa Marina, de la que sólo queda constancia documental y que también perteneció a los marqueses de Campo Sagrado.